# Kwartet voor Nationale Dialoog in Tunesië
Het Kwartet voor Nationale Dialoog in Tunesië (Arabisch: رباعية الحوار الوطنى التونسى) is een groep van vier organisaties die er door hun samenwerking voor zorgde dat de Jasmijnrevolutie in Tunesië een vreedzaam vervolg kreeg. Het Kwartet kreeg in 2015 de Nobelprijs voor de Vrede.

## Organisaties
Het Kwartet bestaat uit de volgende vier Tunesische organisaties:
- De Algemene Tunesische Vakbond (UGTT, Union Générale Tunisienne du Travail)[1]
- De Tunesische Organisatie voor Industrie en Handel (UTICA, Union Tunisienne de l’Industrie, du Commerce et de l’Artisanat)
- De Tunesische Mensenrechten Organisatie (LTDH, La Ligue Tunisienne pour la Défense des Droits de l’Homme)
- De Tunesische Advocaten Orde (Ordre National des Avocats de Tunisie).

Aan dit kwartet werd in 2015 de Nobelprijs voor de Vrede uitgereikt  “voor zijn beslissende bijdrage aan het bouwen van een pluralistische democratie in de nasleep van de Jasmijnrevolutie in 2011".